# Казачево
Казачево (болг. Казачево) — село в Болгарии. Находится в Ловечской области, входит в общину Ловеч. Население составляет 271 человек.

## Политическая ситуация
В местном кметстве Казачево, в состав которого входит Казачево, должность кмета (старосты) исполняет Иван Димитров Диков (Болгарская социалистическая партия (БСП)) по результатам выборов.
Кмет (мэр) общины Ловеч — Минчо Стойков Казанджиев (Болгарская социалистическая партия (БСП)) по результатам выборов.